# Páros munka
A páros munka a pedagógiában egy oktatásszervezési forma, mely – nevéből adódóan – párban folyó munkát jelent. A párban folyó tanuláskor két tanuló együtt működik valamely tanulmányi feladat megoldása érdekében. Alkalmazható új ismeret szerzésre, alkalmazásra, rögzítésre, rendszerezésre, értékelésre.
Amikor két hasonló szinten lévő tanulók  közösen oldanak meg egy kapott vagy vállalt feladatot, páros munkának nevezzük. Amikor két különböző szinten lévő tanulók  közötti tanulmányi kapcsolat azzal a céllal jön létre hogy a jobb szinten lévő gyerek segítsen társának, tanulópárnak nevezzük.
Közösen megoldandó feladatot adni csak akkor érdemes a gyerekeknek, ha mindketten akarnak és tudnak egymással dolgozni. A párok kialakulhatnak rokonszenvi alapon, véletlenszerűen, vagy a pedagógus által tudatosan. A párok lehetnek állandóak, alkalmiak vagy tantárgy-függőek. A páros munka szolgálhatja az oktatás színesebbé tételét, de alkalmazható differenciálás érdekében is. A páros munka alkalmazása gyakori a természetismeret, technika, és az anyanyelvi órákon. Páros munka alkalmazásával a pedagógus jobban megismerheti a gyerekek egymás közti kapcsolatát. Fejleszti a kooperációs képességet, a kommunikációs képességet, az együttműködő képességet, és a toleranciát.

## Külső hivatkozások
- http://ftp.oki.hu/jka2k_hatter/05_modszer.pdf%5B%5D